# Asociación de Empresarias y Profesionales de Valencia
La Asociación de Empresarias y Profesionales de Valencia, también conocida como Evap y Evap/BPW Valencia, es una organización española sin ánimo de lucro fundada en 2002 que integra a mujeres empresarias, directivas y profesionales de todos los sectores del tejido económico de la provincia de Valencia. La asociación centra su labor en hacer visibles a las mujeres dentro del mundo empresarial y profesional, luchar contra la discriminación por razón de sexo en el ámbito laboral y fomentar el comportamiento asertivo de las mujeres en los espacios de trabajo para que ocupen lugares de responsabilidad.

## Historia
La asociación fue creada en 2002 por un pequeño grupo de mujeres empresarias que buscaba que las mujeres ocupen un espacio protagonista en la economía poniendo en contacto a empresarias, directivas y profesionales y proponiendo los valores de diversidad, integridad y profesionalidad. Cuenta con la categoría friends a la que se suman hombres que comparten su ideario. Las líneas estratégicas de la asociación buscan lograr un buen posicionamiento como referente de empresas, crear alianzas con diferentes estamentos sociales, promover la actualización de sus asociadas e impulsar a las jóvenes emprendedoras.
La asociación está integrada en la International Federation of Business and Professional Women (BPW), un foro internacional de mujeres profesionales fundado en 1930 y que hoy acoge a empresarias y profesionales de 110 países, tiene estatus consultivo dentro del Consejo Económico y Social de las Naciones Unidas y goza de la condición de participante en el Consejo de Europa. También forma parte de la Federación Nacional BPW que la propia asociación valenciana impulsó en todo el estado.
Evap/BPW trabaja activamente contra la diferencia salarial de género y promueve, desde 2009, el Día Internacional de la Igualdad Salarial, una iniciativa mundial de BPW a favor de la igualdad. También busca hacer evidentes los sesgos contra las mujeres directivas y fomenta el liderazgo y el emprendimiento femenino.
Cada dos años otorga los reconocimientos Donia i Dona a empresas que se comprometen con las mujeres en riesgo de exclusión social y con víctimas de violencia de género.

## Premios Evap
Los premios Evap son los reconocimientos que, desde 2004, otorga esta asocación para visibilizar a mujeres empresarias, profesionales y directivas que se convierten en referentes. Entre las premiadas están la periodista Rosa María Mateo (2005), la ingeniera y ejecutiva Amparo Moraleda Martínez (2006), la empresaria María José Hidalgo (2008) y la directora de orquesta Inma Shara (2010), que fueron protagonistas en los primeros años. Más adelante encontramos premiadas como la deportista Teresa Perales Fernández, la médica investigadora Ana Lluch Henández, la experta en datos Nuria Oliver, la filósofa Adela Cortina, la científica María Blasco o la magistrada Pilar de la Oliva.

## Reconocimientos
En 2003, solo un año después de su creación, Evap fue galardonada por la Conselleria de Economía, Hacienda y Empleo y el Consejo de Cámaras de la Comunidad Valenciana. Dos años después, en 2005, recibió el premio de la organización hermana ASEM/BPW Asturias y en 2009, el Premio Tizona Rotary Club.
En 2015 recibió el Premi Igualtat "Els valors de la ciutat, la ciutat dels valors" del PSPV-PSOE. Y al año siguiente recibió dos galardones más: uno fue el premio a la Excelencia en a categoría de Igualdad de Oportunidades y Responsabilidad Social Corporativa, de la Unión Profesional de Valencia. El otro, el premio Luis Merelo i Mas, en la categoría de RSC e Igualdad de Oportunidades, del Colegio Oficial de Ingenieros Industriales de la Comunitat Valenciana.
En 2018, en las Condecoraciones de la Generalidad Valenciana para reconocer la contribución al crecimiento inteligente, responsable y sostenible, recibió el galardón al Mérito Empresarial y Social.